# Archipel de Molde
L'archipel de Molde (en norvégien, Moldeøyene ou Moldeholmene) est un archipel d'une cinquantaine d'îles et d'îlots, situé à environ 2 km au sud de la ville de Molde, dans le comté de Møre og Romsdal (Norvège). Ces îles s'étirent dans le sens est-ouest et séparent le Moldefjord du reste du Romsdalsfjord.

## Histoire
Les îles de l'archipel de Molde ont appartenu à la ferme Moldegård depuis les années 1700. En 1903, elles ont été vendues au gouvernement norvégien, qui les a ensuite vendues à la kommune de Molde en 1938.

## Activités
Propriété publique, l'archipel accueille essentiellement des activités de loisirs. On y trouve notamment, sur l'île de Hjertøya, le Musée de la Pêche, ouvert en 1953.

## Accès
L'accès aux îles est libre, mais les visiteurs doivent se conformer aux règlements des parcs municipaux de la ville de Molde, qui s'y appliquent. Un service de bateau-bus relie Molde à Hjertøya en 10 minutes.